# Paul Flory

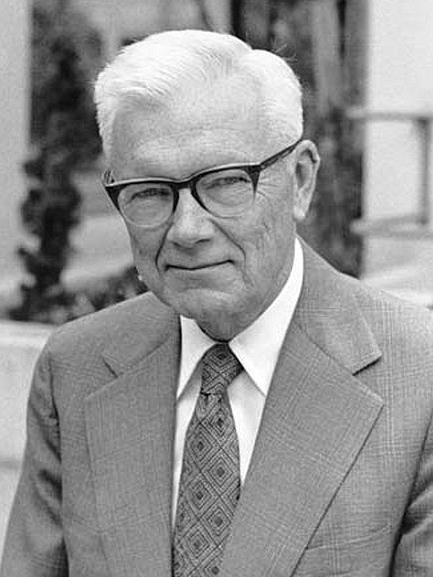
Paul J. Flory (1973)

Paul John Flory (* 19. Juni 1910 in Sterling, Illinois; † 9. September 1985 in Big Sur, Kalifornien) war ein US-amerikanischer Chemiker und Nobelpreisträger.

## Wissenschaftliche Leistung
Paul Flory wurde für seine umfangreiche wissenschaftliche Tätigkeit auf dem Gebiet der Polymerforschung bekannt. Seine Forschungen zum Verhalten von Polymeren in Lösung waren bahnbrechend. Zu seinen Leistungen zählen u. a. eine neuartige Methode, die vermutliche Größe eines Polymers in Lösung zu errechnen (Flory-Huggins-Theorie) sowie die Herleitung des Flory-Exponenten, der die Bewegung von Polymeren in Lösungen charakterisiert.
Um die Ortsvektoren von einzelnen Atomen in Makromolekülen zu beschreiben, ist es oft notwendig, kartesische Koordinaten (x, y, z) in allgemeine Koordinaten umzurechnen, wozu normalerweise die Flory-Umrechnung verwendet wird. Die Bindung im Peptid kann beispielsweise mit den x,y,z-Positionen jedes Atoms dieses Moleküls beschrieben werden. Mit der Flory-Umrechnung erhält man dieselbe dreidimensionale Beschreibung der Struktur des Peptids. Dazu muss man die Bindungslänge, den Bindungswinkel und den Öffnungswinkel kennen.
Für seine Forschungen erhielt Paul J. Flory 1974 den Nobelpreis für Chemie.

## Beruflicher Werdegang und Mitgliedschaften
- 1931: Bachelor of Science am Manchester College
- 1933: Promotion bei Herrick L. Johnston an der Ohio State University mit dem Thema The photo-decompositions of nitric oxide[1]
- 1933–1948: Tätigkeit in verschiedenen industriellen Forschungslaboratorien; 1938–40 als wissenschaftlicher Mitarbeiter an der Universität in Cincinnati
- 1948: Ruf zum Professor an der Cornell University in Ithaca
- 1953: Mitglied der National Academy of Sciences
- 1957: Mitglied der American Academy of Arts and Sciences
- 1957–1961: Leiter des Mellon Institute in Pittsburgh
- ab 1961: Professor an der Stanford University
- 1973: Mitglied der American Philosophical Society[2]

## Werke
- 1953: Principles of Polymer Chemistry
- 1968: Statistical Mechanics of Chain Molecules